# Al-Magreb al-Ausat

Magreb en el siglo XV, representa aproximadamente las tres regiones del Magreb:
Magreb Próximo
Magreb Medio
Magreb Lejano

Al-Maghreb al-Awsaṭ (en árabe, المغرب الأوسط), traducible como Magreb Central o Occidente Medio, es la designación histórica árabe para la región que comprende la actual zona norte de Argelia. Tradicionalmente se delimita en el río Muluya en el oeste y la ciudad de Bugía y la región de los Ziban en el este.
Esta parte del Magreb fue llamada así por historiadores y geógrafos musulmanes en la Edad Media occidental, y algunos historiadores contemporáneos la retomaron para denominar a esta parte de Argelia. El Magreb central fue considerado por los historiadores árabes como el territorio de las comunidades rurales bereberes y a menudo asociado con las revueltas contra el poder central árabe.